# Filmkanon
Ein Filmkanon oder filmischer Kanon, abgeleitet von griech. kanon = Richtschnur, Maßstab, bezeichnet in der allgemeinen Bedeutung eine als allgemeingültig und dauerhaft verbindlich gedachte Auswahl von Werken des Films, die als mustergültig angesehen werden.

## Filmkanon der Bundeszentrale für politische Bildung (2003)
Der Filmkanon der Bundeszentrale für politische Bildung (bpb) wurde im Jahr 2003 von einer Expertenkommission (bestehend aus 13 Männern und 5 Frauen) mit dem Ziel einer verbesserten schulischen Vermittlung von Filmkompetenz erarbeitet. Dazu wurden von den Mitgliedern der Kommission 33 Spielfilme und zwei Dokumentarfilme ausgewählt.

## Hintergrund
Vor dem Hintergrund der in Deutschland bisher – etwa im Vergleich zu Frankreich – eher nachrangigen Behandlung der Kunstform Film im Schulunterricht entschloss sich die bpb im Jahre 2003 zur Erarbeitung des Kanons.

„Obwohl das bewegte Bild das Leitmedium des 20. Jahrhunderts ist, findet es in den Schulen noch immer nicht die ihm angemessene Bedeutung im Gegensatz zur Literatur“

Der Filmkanon soll als exemplarisches Angebot die Auseinandersetzung mit dem Thema Film in Schulen ermöglichen. Zu allen Filmen wurden und werden von der bpb begleitende Filmhefte erarbeitet. Die Auswahl der Filme im Filmkanon wird durch Filmhefte ergänzt, die zu aktuellen Filmen erschienen sind.
Die 35 Filme entstammen einem Zeitraum von rund achtzig Jahren: Aus jedem Jahrzehnt seit den 1920er Jahren wurden mindestens drei Filme ausgewählt. Mit 13 Titeln bilden US-amerikanische Filme mehr als ein Drittel des Kanons. Deutschland (7), Frankreich (5) und Italien (3) sind die Hauptvertreter Europas. Thematisch bewegt sich der Kanon von Kinderfilm über die Komödie bis hin zur Science Fiction, wenige Vertreter von Dokumentarfilm und Avantgardefilm, zwei Musicals, ein Western und ein Zeichentrickfilm ergänzen die überwiegend aus Spielfilmen bestehende Liste. Die Mehrzahl der Filme ist dem Autorenfilm zuzurechnen.
Es handelt sich lediglich um eine streng begrenzte Auswahl, so ist eine Reihe namhafter Regisseure nicht vertreten (z. B. Ingmar Bergman, Jean Renoir und Yasujiro Ozu).
Die Kommission bestand aus Andreas Dresen, Dominik Graf, Erika Gregor, Alfred Holighaus, Thomas Koebner, Eva Matlok, Katja Nicodemus, Christian Petzold, Hans Helmut Prinzler, Uschi Reich, Rainer Rother, Volker Schlöndorff, Reinhold T. Schöffel, Ruth Toma, Tom Tykwer, Andres Veiel, Burkhard Voiges und Horst Walther.

## Zugang zu den Filmen
Ein Grundgedanke des Auswahlgremiums war, dass die genannten Kinofilme auch in Kinos gezeigt werden sollten, beispielsweise im Rahmen von speziellen Schülervorstellungen. Noch sind allerdings nicht alle ausgewählten Werke als Kinokopie verfügbar.
Einige kommunale Kinos bieten die Filme in dieser Form an, einige ergänzen die Vorstellungen für Schüler durch spezielle Veranstaltungen zur Lehrerfortbildung (andere kommunale Kinos zeigen einen selbst ausgewählten Gegen-Kanon).

## Kritik am Filmkanon der Bundeszentrale für politische Bildung
Die deutsche Filmregisseurin Julia von Heinz kritisierte 2021 an dem Filmkanon, unter den 35 Werken der Liste fänden sich nur Werke von Männern und kein einziger Film von einer Frau: „Ich denke, dass sich die Diversität des weltweiten Filmschaffens in dieser Liste nicht mehr wiederfindet.“ Der Filmkanon der Bundeszentrale für politische Bildung (bpb) erhebe den Anspruch, die Filmkompetenz von Schülerinnen und Schülern zu stärken, daher forderte Julia von Heinz, die für Schulen gedachte Empfehlung aus dem Jahr 2003 unbedingt zu überarbeiten. Sie plädierte dafür, Filme wie „Das Piano“ von Jane Campion, „Die bleierne Zeit“ von Margarethe von Trotta oder die Werke von Maren Ade, die unter anderem für die Tragikomödie „Toni Erdmann“ gefeiert wurde, in den Kanon aufzunehmen. „Es fängt damit an, dass junge Frauen und Schülerinnen weibliche Vorbilder entdecken können nach dem Motto ‚Es gibt starke Regisseurinnen, hier sind ihre Filme‘“.

## Liste der 35 Filme des Filmkanons (bpb, 2003)
- Nosferatu – Eine Symphonie des Grauens (D, 1922, Regie: Friedrich Wilhelm Murnau)
- Goldrausch (USA, 1925, Regie: Charlie Chaplin)
- Panzerkreuzer Potemkin (UdSSR, 1925, Regie: Sergei Michailowitsch Eisenstein)
- Laurel und Hardy: Der beleidigte Bläser (USA, 1928, Regie: Edgar Kennedy)
- Emil und die Detektive (D, 1931, Regie: Gerhard Lamprecht)
- M (D, 1931, Regie: Fritz Lang)
- Ringo (USA, 1939, Regie: John Ford)
- Der Zauberer von Oz (USA, 1939, Regie: Victor Fleming)
- Citizen Kane (USA, 1941, Regie: Orson Welles)
- Sein oder Nichtsein (USA, 1942, Regie: Ernst Lubitsch)
- Deutschland im Jahre Null (Italien/D, 1948, Regie: Roberto Rossellini)
- Rashomon – Das Lustwäldchen (Japan, 1950, Regie: Akira Kurosawa)
- La Strada – Das Lied der Straße (Italien, 1954, Regie: Federico Fellini)
- Nacht und Nebel (Frankreich, 1955, Regie: Alain Resnais)
- Vertigo – Aus dem Reich der Toten (USA, 1958, Regie: Alfred Hitchcock)
- Die Brücke (BRD, 1959, Regie: Bernhard Wicki)
- Das Appartement (USA, 1960, Regie: Billy Wilder)
- Außer Atem (Frankreich, 1960, Regie: Jean-Luc Godard)
- Dr. Seltsam oder: Wie ich lernte, die Bombe zu lieben (USA, 1964, Regie: Stanley Kubrick)
- Blow Up (GB, 1966, Regie: Michelangelo Antonioni)
- Das Dschungelbuch (USA, 1967, Regie: Wolfgang Reitherman)
- Ich war neunzehn (DDR, 1969, Regie: Konrad Wolf)
- Der Wolfsjunge (Frankreich, 1969, Regie: François Truffaut)
- Alice in den Städten (BRD, 1973, Regie: Wim Wenders)
- Taxi Driver (USA, 1976, Regie: Martin Scorsese)
- Die Ehe der Maria Braun (BRD, 1978, Regie: Rainer Werner Fassbinder)
- Stalker (UdSSR, 1979, Regie: Andrei Arsenjewitsch Tarkowski)
- Blade Runner (USA, 1981, Regie: Ridley Scott)
- Sans Soleil – Unsichtbare Sonne (Frankreich, 1982, Regie: Chris Marker)
- Shoah (Frankreich, 1985, Regie: Claude Lanzmann)
- Ein kurzer Film über das Töten (gekürzte TV-Fassung: Dekalog, Fünf, 5. Teil von Dekalog) (Polen, 1987, Regie: Krzysztof Kieślowski)
- Wo ist das Haus meines Freundes? (Iran, 1988, Regie: Abbas Kiarostami)
- Der Eissturm (USA, 1997, Regie: Ang Lee)
- Das süße Jenseits (Kanada, 1997, Regie: Atom Egoyan)
- Alles über meine Mutter (Spanien, 1999, Regie: Pedro Almodóvar)

## Kinderfilmkanon
Der Bundesverband Jugend und Film und die Fachzeitschrift Kinder- und Jugendfilm-Korrespondenz haben auf Basis des Filmkanons der bpb unter Befragung von Experten einen Kinderfilmkanon speziell für Kinder zwischen 6 und 12 Jahren erstellt. Er besteht aus 14 Filmen, von denen fünf auch im bpb-Filmkanon enthalten sind:
- The Kid (Der Vagabund und das Kind) (Charles Chaplin, USA 1921), Altersempfehlung: ab 6 Jahren
- Die Abenteuer des Prinzen Achmed (Lotte Reiniger, Deutschland 1924–1926), Altersempfehlung: ab 6 Jahren
- Emil und die Detektive (Gerhard Lamprecht, Deutschland 1931), Altersempfehlung: ab 6 Jahren
- Der Zauberer von Oz (Victor Fleming, USA 1939), Altersempfehlung: ab 8 Jahren
- Die Geschichte vom kleinen Muck (Wolfgang Staudte, DDR 1953), Altersempfehlung: ab 6 Jahren
- Das Dschungelbuch (Wolfgang Reitherman, USA 1967), Altersempfehlung: ab 6 Jahren
- Der Wolfsjunge (François Truffaut, Frankreich 1969), Altersempfehlung: ab 10 Jahren
- Drei Haselnüsse für Aschenbrödel (Václav Vorlíček, ČSSR/DDR 1973), Altersempfehlung: ab 6 Jahren
- E.T. – Der Außerirdische (Steven Spielberg, USA 1982), Altersempfehlung: ab 8 Jahren
- Flußfahrt mit Huhn (Arend Agthe, Bundesrepublik Deutschland 1983), Altersempfehlung: ab 8 Jahren
- Ronja Räubertochter (Tage Danielsson, Schweden/Norwegen 1984), Altersempfehlung: ab 8 Jahren
- Auf Wiedersehen, Kinder (Louis Malle, Frankreich 1987), Altersempfehlung: ab 10 Jahren
- Wo ist das Haus meines Freundes? (Abbas Kiarostami, Iran 1988), Altersempfehlung: ab 8 Jahren
- Kiriku und die Zauberin (Frankreich/Belgien/Luxemburg 1998), Altersempfehlung: ab 8 Jahren